# Qalat (distrikt)
Qalat är ett distrikt i Afghanistan. Det ligger i provinsen Zabol, i den centrala delen av landet, 300 kilometer sydväst om huvudstaden Kabul. Administrativ huvudort är Qalat.
Distriktet beräknades år 2022 ha cirka 47 000 invånare.